# 존 핸콕

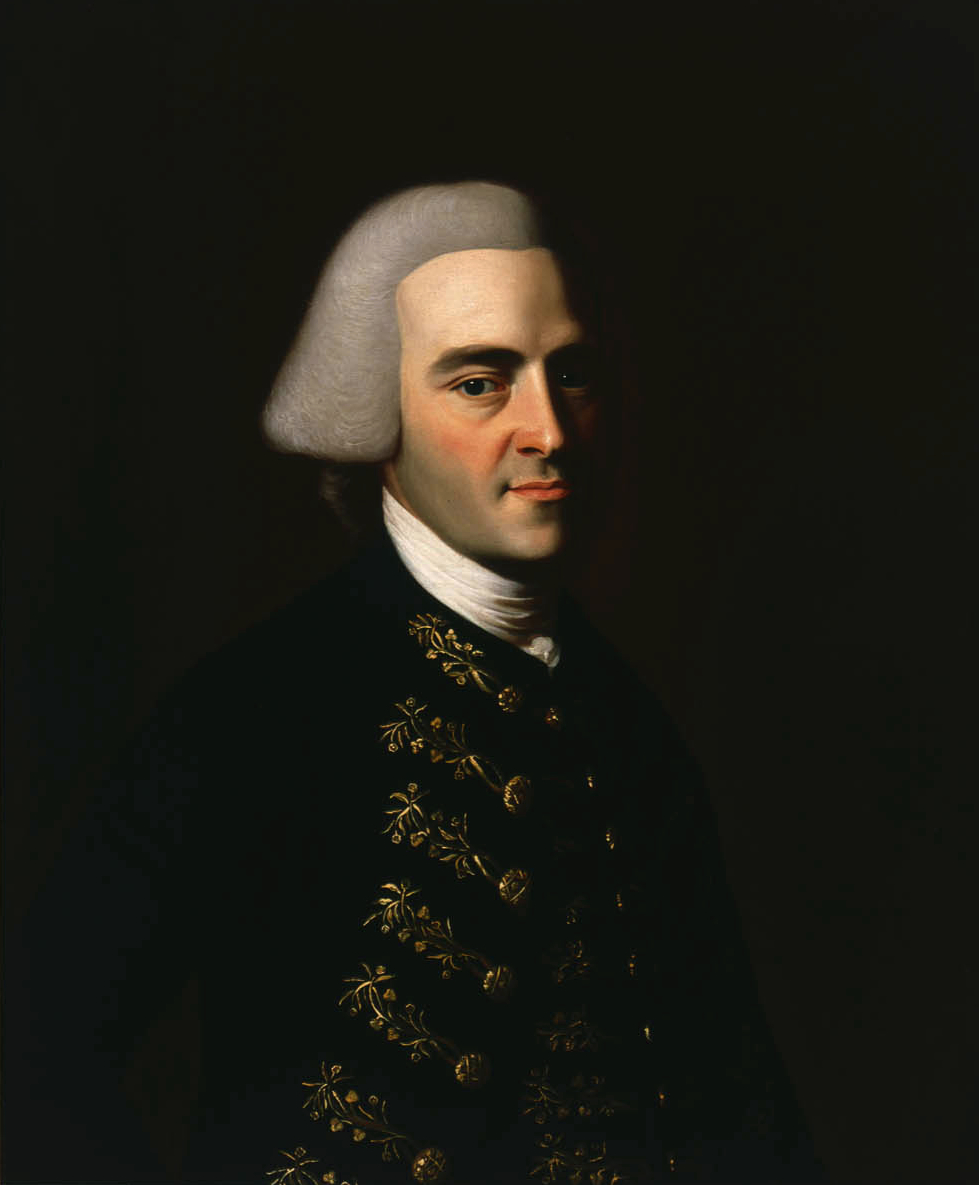
존 핸콕의 초상화, 1770년

존 핸콕의 서명

존 핸콕(John Hancock, 1737년 1월 23일 - 1793년 10월 8일)은 미국 독립 전쟁의 지도자이자 정치가이다. 제2차 대륙회의 및 연합회의의 의장을 맡았고 초대 매사추세츠 주지사를 역임했다. 미국 독립선언서에 가장 먼저 서명한 사람이며 서명들 중에서 존 핸콕의 서명이 가장 컸기 때문에 미국에서는 '존 핸콕'(John Hancock)이라는 말이 '서명'(Signature)라는 뜻의 관용어로 사용되기도 한다.

## 어린 시절
존 핸콕은 매사추세츠의 브레인트리(현재의 퀸시)에서 태어났다. 부친은 그가 어릴 때 사망했고, 뉴잉글랜드의 큰 상인이었던 숙부 토머스 핸콕이 그를 길렀다. 보스턴 라틴학교를 졸업하고 하버드대학교에 진학한 그는, 1754년 그의 나이 17세에 경영학 학위를 받았다. 졸업 후에는 숙부 아래에서 일했다. 핸콕은 1760년에서 1764년까지 영국에 가서, 숙부의 조선업 고객 및 거래처와 인맥을 텄다. 그가 영국으로부터 귀국한 직후 숙부가 사망했고 핸콕은 숙부의 유산과 사업을 물려받았다. 그 덕분에 그는 당시 뉴잉글랜드의 부유층 중 하나가 되었다.

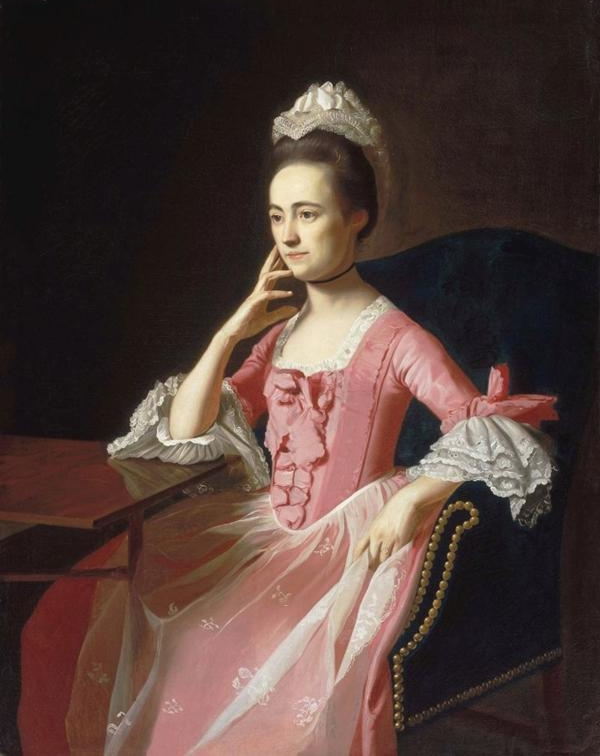
도로시 퀸시의 초상화 (1772년 존 싱글레턴 작품)

 존 핸콕은 도로시 퀸시와 결혼했다. (도로시 퀸시의 숙모는 올리버 웬들 홈스의 증조모다.) 존 핸콕과 도로시 사이에는 두 명의 아이가 있었으나 모두 어린 나이에 세상을 떠났다.

## 독립전쟁 이전
보스턴의 도시 행정 위원과 매사추세츠 의회 의원이 된 그는 식민지의 교역을 제한하는 인지세법(Stamp Act)이 자신의 사업에도 위협이 됨을 알고 법시행에 항의하게 되었다.
인지세법은 철폐되었지만 그 밖에도 타운젠드법(Townshend Acts) 등 몇 개의 법이 일상 용품에까지의 납세를 의무를 요구하기 시작했다. 그 결과 해운사업이 어려워진 그는 유리, 종이, 홍차 등을 밀수하기 시작했다. 그러나 1768년 영국에서 돌아 오던 그의 배 리버티가 소득법 위반 혐의로 영국 세관에 붙잡히고 말았고, 짐을 실으려 하던 보스턴 시민이 격앙하여 그것이 폭동으로 확대되었다.
핸콕의 통상 상업 무역과 밀수 수입이 영국 당국에 대한 지역의 반항을 자금적으로 지탱하고 있었다. 그로 인해 보스턴 사람들은 "새뮤얼 애덤스가 신문에 글을 기고하고, 존 핸콕이 그 우표를 지불한다."라는 농담을 하기도 했다.

## 보스턴 차 사건

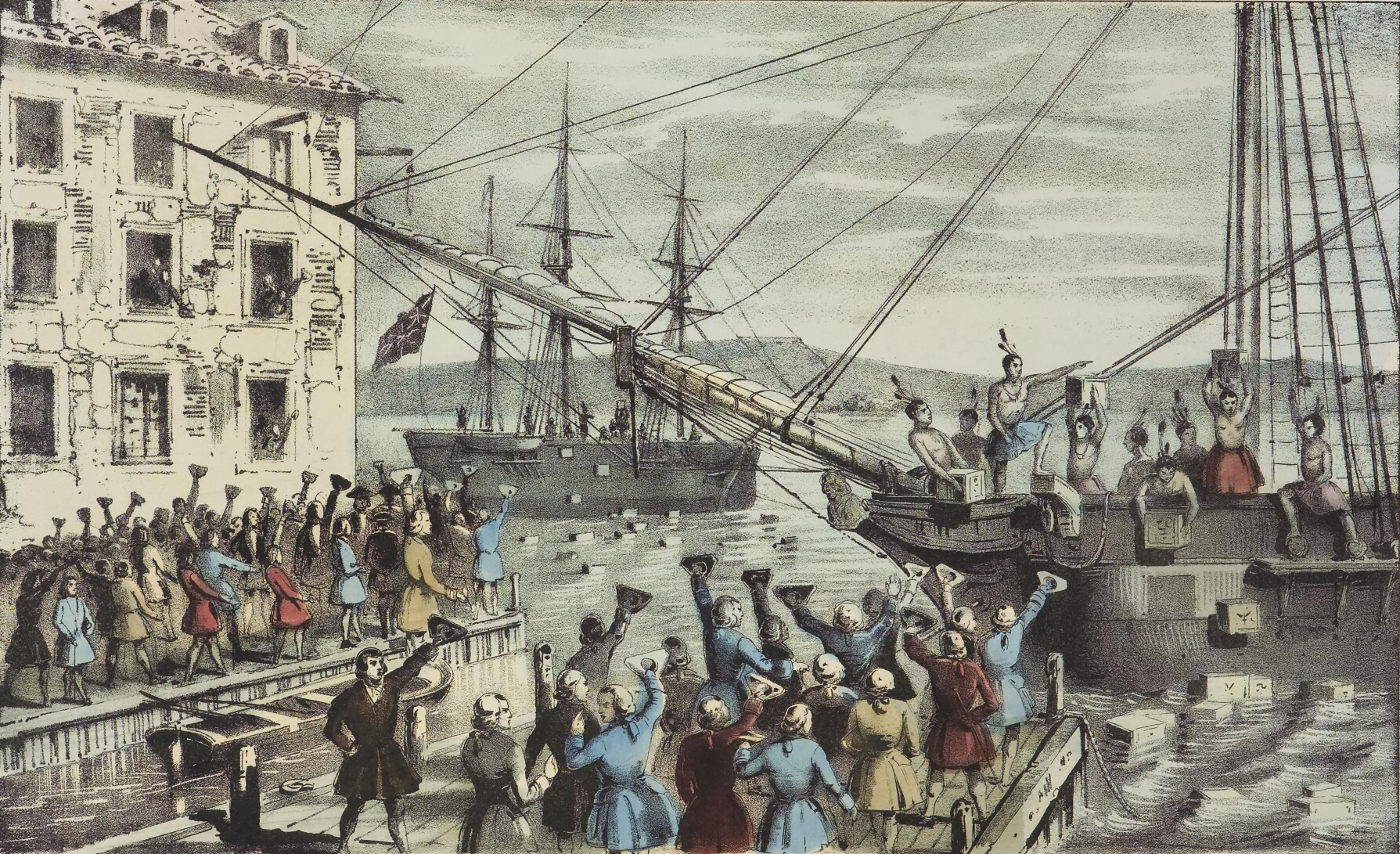
보스턴 차 사건을 그린 전형적인 석판화 (1846년 작)

보스턴 차 사건은 영국동인도 회사에서 직접 미국으로 차를 판매한 정책으로 차값이 떨어지자 막대한 손해를 본 밀수업자들과 일부 지식인들이 반발해서 인디언으로 위장해 1773년 12월 16일 보스턴 항에 정박한 영국 동인도 회사 소속 선박에 잠입한후 차(茶)가 들어있는 상자를 바다에 버린 사건이다. 이 사건은 미국 독립 전쟁의 불씨를 일으키는 데 일조한 것으로 여겨져 왔지만 자세한 배경은 밀수업자들과 영국을 싫어하는 과격 지식인들의 선동으로 일어난 헤프닝 일 뿐이다.(예시로 우물에 독을 탔다)영국에 저항하던 대표적인 인물인 존 핸콕은 영국 동인도 회사의 중국산 차에 대한 불매 운동을 주도하였으나 사건 당일날에 직접 참여하지는 않았다.

## 그 외
1772년, 아프리카계 미국인 필리스 휘틀리는 여러 주제에 관한 시, 종교 그리고 도덕(Poems on Various Subjects, Religious and Moral)을 출판했다. 그러나 일반인들은 흑인 여성이 그러한 작품을 낼 리 없다고 생각했고, 이러한 생각에 반기를 들며 그는 증명서에 최초로 서명하기도 했다. 보스턴의 출판사에서는 거절 당한 이 책은, 1773년 런던의 알토 게이트를 통해 발간되었다. 공식적으로 출판된 아프리카계 미국인 최초의 책으로 인정받고 있다.
독립선언서의 서명들 중에서 존 핸콕의 서명이 가장 컸기 때문에 미국에서는 '존 핸콕'(John Hancock)이라는 말이 '서명'(Signature)라는 뜻의 관용어로 사용되기도 한다. 예컨대, "The president has to put his John Hancock. (그 대통령은 서명해야 한다.)" 과 같은 식으로 표현된다.

## 사망
말년에 건강이 악화된 상황에서 매사추세츠 주지사 직을 수행하던중에 57세로 순직하였다. 주지사 권한대행 사무엘 애덤스는 존 핸콕의 장례식 날을 매사추세츠 주의 공휴일로 지정하여 장례를 진행하였다.

## 같이 보기
- 미국 독립 혁명
- 미국 독립 선언

## 역대 선거 결과
| 선거명      | 직책명            | 대수 | 정당     | 득표율 | 득표수 (선거인단) | 결과 | 당락                   |
| ----------- | ----------------- | ---- | -------- | ------ | ----------------- | ---- | ---------------------- |
| 1780년 선거 | 매사추세츠 주지사 | 1대  | 연방주의 | 91.56% | 11,207표          | 1위  | 매사추세츠 주지사 당선 |
| 1781년 선거 | 매사추세츠 주지사 | 1대  | 연방주의 | 93.14% | 7,996표           | 1위  | 매사추세츠 주지사 당선 |
| 1782년 선거 | 매사추세츠 주지사 | 1대  | 연방주의 | 75.86% | 5,855표           | 1위  | 매사추세츠 주지사 당선 |
| 1783년 선거 | 매사추세츠 주지사 | 1대  | 연방주의 | 73.49% | 6,693표           | 1위  | 매사추세츠 주지사 당선 |
| 1784년 선거 | 매사추세츠 주지사 | 1대  | 연방주의 | 67.62% | 5,160표           | 1위  | 매사추세츠 주지사 당선 |
| 1786년 선거 | 매사추세츠 주지사 | 2대  | 연방주의 | 15.45% | 1,272표           | 2위  | 낙선                   |
| 1787년 선거 | 매사추세츠 주지사 | 3대  | 연방주의 | 75.09% | 18,475표          | 1위  | 매사추세츠 주지사 당선 |
| 1788년 선거 | 매사추세츠 주지사 | 3대  | 연방주의 | 80.53% | 17,856표          | 1위  | 매사추세츠 주지사 당선 |
| 1789년 선거 | 미국의 부통령     | 1대  | 연방주의 | 5.80%  | 4표               | 5위  | 낙선                   |
| 1789년 선거 | 미국의 대통령     | 1대  | 연방주의 | 2.90%  | 0표 (4명)         | 6위  | 낙선                   |
| 1789년 선거 | 매사추세츠 주지사 | 3대  | 연방주의 | 80.57% | 17,309표          | 1위  | 매사추세츠 주지사 당선 |
| 1790년 선거 | 매사추세츠 주지사 | 3대  | 연방주의 | 86.53% | 14,360표          | 1위  | 매사추세츠 주지사 당선 |
| 1791년 선거 | 매사추세츠 주지사 | 3대  | 연방주의 | 94.00% | 16,055표          | 1위  | 매사추세츠 주지사 당선 |
| 1792년 선거 | 매사추세츠 주지사 | 3대  | 연방주의 | 86.59% | 14,628표          | 1위  | 매사추세츠 주지사 당선 |
| 1793년 선거 | 매사추세츠 주지사 | 3대  | 연방주의 | 89.94% | 16,428표          | 1위  | 매사추세츠 주지사 당선 |